# Sant Martí d'Odelló
Sant Martí d'Odelló és l'església parroquial del poble d'Odelló, pertanyent al terme comunal de Font-romeu, Odelló i Vià, de l'Alta Cerdanya, a la Catalunya del Nord. És un edifici protegit com a monument històric des del 1910.
Està situada en el sector nord del nucli vell del poble d'Odelló, al carrer de la República.

## Història
L'església de Sant Martí d'Odelló és d'origen romànic, del segle xii. Va ser engrandida el segle xviii i considerablement transformada el xix. La portalada, inicialment a la façana de migdia, va ser traslladada al frontis de ponent.

## L'edifici

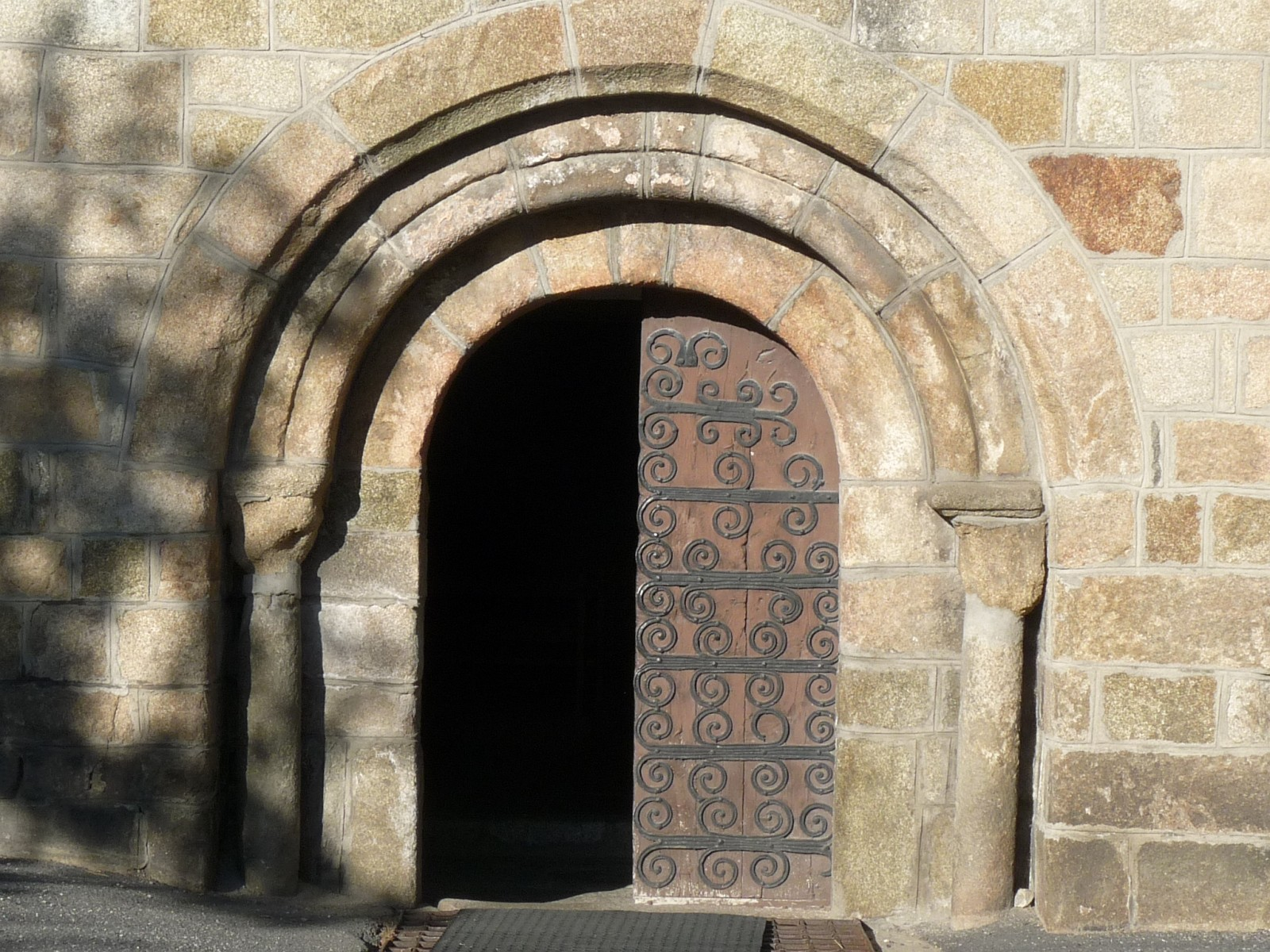
Davant la portalada, a terra, hi ha una reixa sobre una fossa per tal d'evitar l'entrada als animals, especialment dels llops. Les fulles de la porta són cobertes d'una ferramenta típicament romànica destinada a enfortir-les.

La nau, rectangular, és coberta amb una volta apuntada, acabada a l'est per un absis semicircular (molt tapat exteriorment per diverses construccions posteriors).
El portal, originalment a la façana sud -com el de la major part d'esglésies coetànies-, va ser posteriorment traslladat a un petit cos afegit al mur de ponent, constituît per tres arcs de mig punt en degradació. L'arc del mig és decorat amb estries, té la vora arrodonida i se sosté damunt de dues columnes rematades amb capitells amb figures humanes i animals, molt erosionades. Sobre la porta d'entrada hi ha dues dates, la del 1045 -de construcció original- i la del 1861 -quan es va fer la darrera restauració d'importància-.
Curiosament, al terra de davant de l'entrada hi ha estesa una reixa de ferro; el seu propòsit era el d'evitar que els animals entressin al temple (una variant moderna del mateix sistema es pot veure actualment a les entrades d'algunes finques ramaderes, que tenen uns tubs metàl·lics a terra on les peülles de les bèsties rellisquen, però que no són obstacle al trànsit de persones i vehicles). El campanar és de torre rematat en punxa, i té grans obertures en la part superior per a les campanes.

## Mobiliari
De l'època romànica ha conservat la porta de fusta amb ferramenta, i del segle xiii la talla d'una marededéu sedent amb el Nen a la falda. Altres elements del mobiliari són el retaule de l'altar major (de finals del xiii o començaments del xix), el retaule policromat del Crist (segle xvii) i, el més destacat, el dedicat a Sant Martí, que havia adornat l'altar major. Durant sis mesos a l'any, l'església té cura de la Mare de Déu Negra de Font-romeu (segle xiii). La imatge es duu en pelegrinatge de l'Ermitatge de Font-romeu a l'església parroquial de Sant Martí d'Odelló, o a la inversa.